# داريل هوغن
داريل هوغن (بالإنجليزية: Darrell Hogan)‏ هو لاعب كرة قدم أمريكية أمريكي، ولد في 2 يوليو 1926 في سان أنطونيو في الولايات المتحدة، وتوفي في 6 أبريل 2016 في بانديرا في الولايات المتحدة بسبب قصور القلب.

## وصلات خارجية
- داريل هوغن على موقع مرجع كرة القدم المحترفة.كوم (الإنجليزية)
- داريل هوغن على موقع JustSportsStats.com (الإنجليزية)